# سبرينغفيلد (ماساتشوستس)
سبرينغفيلد (بالإنجليزية: Springfield, Massachusetts)‏ هي مدينة تقع في الولايات المتحدة في مقاطعة هامبدن (ماساتشوستس). يقدر عدد سكانها بـ 153,060 نسمة ومساحتها 86.0 كم2 وترتفع عن سطح البحر 21 متر.

## التركيبة السكانية
حدّد مكتب تعداد الولايات المتحدة بيانات التركيبة السكانية لسبرينغفيلد في تعداد الولايات المتحدة. في ما يلي، التركيبة السكانية حسب تعدادي 2000 و2010.

### تعداد عام 2000
بلغ عدد سكان سبرينغفيلد 152,082 نسمة بحسب تعداد عام 2000، وبلغ عدد الأسر 57,130 أسرة وعدد العائلات 36,394 عائلة مقيمة في المدينة. في حين سجلت الكثافة السكانية 1,775 نسمة لكل كيلومتر مربع (4,597.2/ميل2). وبلغ عدد الوحدات السكنية 61,172 وحدة بمتوسط كثافة قدره 714 لكل كيلومتر مربع (1,849.3/ميل2).
وتوزع التركيب العرقي للمدينة بنسبة 56.11% من البيض و21.01% من الأمريكيين الأفارقة و0.37% من الأمريكيين الأصليين و1.92% من الأمريكيين ذوي الأصول الآسيوية و0.09% من سكان جزر المحيط الهادئ و16.45% من الأعراق الأخرى و4.04% من عرقين مختلطين أو أكثر و27.18% من الهسبانيون أو اللاتينيون من أي عرق.
بلغ عدد الأسر 57,130 أسرة كانت نسبة 37.9% منها لديها أطفال تحت سن الثامنة عشر تعيش معهم، وبلغت نسبة الأزواج القاطنين مع بعضهم البعض 34.7% من أصل المجموع الكلي للأسر، ونسبة 23.8% من الأسر كان لديها معيلات من الإناث دون وجود شريك، بينما كانت نسبة 5.1% من الأسر لديها معيلون من الذكور دون وجود شريكة وكانت نسبة 36.3% من غير العائلات. تألفت نسبة 30.2% من أصل جميع الأسر من عدة أفراد يعيشون في نفس المنزل ونسبة 11.4% كانت تتألف من شخص يعيش بمفرده يبلغ من العمر 65 عاماً أو أكثر. وبلغ متوسط حجم الأسرة المعيشية 2.57، أما متوسط حجم العائلات فبلغ 3.19.
بلغ العمر الوسطي للسكان 31.9 عاماً. وكانت نسبة 28.7% من القاطنين تحت سن الثامنة عشر، وكانت نسبة 9.3% بين الثامنة عشر والرابعة والعشرين عاماً، ونسبة 28% كانت واقعةً في الفئة العمرية ما بين الخامسة والعشرين والرابعة والأربعين عاماً، ونسبة 18.6% كانت ما بين الخامسة والأربعين والرابعة والستين، ونسبة 11.8% كانت ضمن فئة الخامسة والستين عاماً فما فوق. يوجد لكل 100 أنثى 88.6 ذكر، ويوجد لكل 100 أنثى في الثامنة عشر من عمرها فما فوق 83.0 ذكر.
بلغ متوسط دخل الأسرة في المدينة 30,417 دولارًا، أما متوسط دخل العائلة فبلغ 36,285 دولارًا. وكان متوسط دخل الذكور 32,396 دولارًا مقابل 26,536 دولارًا للإناث. وسجل دخل الفرد الخاص بالمدينة 15,232 دولارًا. وكانت نسبة 19.3% من العائلات ونسبة 23.1% من السكان تحت خط الفقر، وكان من هؤلاء نسبة 34.3% تحت سن الثامنة عشر ونسبة 11.7% في الخامسة والستين من العمر وما فوق.

### تعداد عام 2010
بلغ عدد سكان سبرينغفيلد 153,060 نسمة بحسب تعداد عام 2010، وبلغ عدد الأسر 56,752 أسرة وعدد العائلات 36,056 عائلة مقيمة في المدينة. في حين سجلت الكثافة السكانية 1,786.4 نسمة لكل كيلومتر مربع (4,626.8/ميل2). وبلغ عدد الوحدات السكنية 61,706 وحدة بمتوسط كثافة قدره 720.2 لكل كيلومتر مربع (1,865.3/ميل2).
وتوزع التركيب العرقي للمدينة بنسبة 51.83% من البيض و22.26% من الأمريكيين الأفارقة و0.64% من الأمريكيين الأصليين و2.44% من الأمريكيين ذوي الأصول الآسيوية و0.08% من سكان جزر المحيط الهادئ و18.04% من الأعراق الأخرى و4.70% من عرقين مختلطين أو أكثر و38.84% من الهسبانيون أو اللاتينيون من أي عرق.
بلغ عدد الأسر 56,752 أسرة كانت نسبة 37.1% منها لديها أطفال تحت سن الثامنة عشر تعيش معهم، وبلغت نسبة الأزواج القاطنين مع بعضهم البعض 30.3% من أصل المجموع الكلي للأسر، ونسبة 27.2% من الأسر كان لديها معيلات من الإناث دون وجود شريك، بينما كانت نسبة 6% من الأسر لديها معيلون من الذكور دون وجود شريكة وكانت نسبة 36.5% من غير العائلات. تألفت نسبة 30% من أصل جميع الأسر من عدة أفراد يعيشون في نفس المنزل ونسبة 10.3% كانت تتألف من شخص يعيش بمفرده يبلغ من العمر 65 عاماً أو أكثر. وبلغ متوسط حجم الأسرة المعيشية 2.60، أما متوسط حجم العائلات فبلغ 3.22.
بلغ العمر الوسطي للسكان 32.2 عاماً. وكانت نسبة 27% من القاطنين تحت سن الثامنة عشر، وكانت نسبة 13.1% بين الثامنة عشر والرابعة والعشرين عاماً، ونسبة 25.8% كانت واقعةً في الفئة العمرية ما بين الخامسة والعشرين والرابعة والأربعين عاماً، ونسبة 23.2% كانت ما بين الخامسة والأربعين والرابعة والستين، ونسبة 10.9% كانت ضمن فئة الخامسة والستين عاماً فما فوق. وتوزع التركيب الجنسي للسكان بنسبة 47.4% ذكور و52.6% إناث.

## المدن التوأمة
مدينة فيتيربو هي مدينة توأمة لـسبرينغفيلد (ماساتشوستس).